# Гайдак Микола Григорович
Микола Григорович Гайдак (12 травня 1898, с. Темрюк Маріупольського повіту Катеринославської губернії — 12 серпня 1971, Міннеаполіс, Міннесота, США) — український учений-ентомолог, професор Міннесотського університету, спеціаліст у галузі бджільництва та кормів для бджіл, доктор біології (1933), академік Української вільної академії наук. Доброволець армії УНР.

## Біографія
Народився 12 травня 1898 у cелі Темрюк тодішньої Катеринославської губернії, де його батько, Микола Степанович Гайдак, козак села Євгенівка Остерського повіту Чернігівської губернії, працював вчителем земського училища.
Згодом родина перебралася у Київську губернію. Навчався у школі містечка Крилів Чигиринського повіту (нині затоплене Кременчуцьким водосховищем) та в гімназії міста Черкаси.
У 1917 році закінчив зі срібною медаллю черкаську гімназію. У тому ж році вступив на історико-філологічний факультет Київського університету Святого Володимира і водночас – до Київської гарматної школи, де вступив до української спілки.
У грудні 1918 року через бої в Києві під час антигетьманського повстання залишив навчання в університеті й повернувся до батьків у Черкаси.
11 вересня 1919 року примусово мобілізований до Добровольчої армії, але невдовзі захворів на тиф і був шпиталізований. Після лікування у Кременчуцькому шпиталі евакуювався до Одеси. 
Разом з армією генерала Бредова відступив до Польщі, де був інтернований. У таборі для інтернованих зійшовся з інтернованими вояками армії УНР, де добровільно вступив до армії УНР.
Під час визвольних змагань Української Народної Республіки служив у 2-й батареї 2-ї гарматної бригади 2-ї Волинської дивізії. Від початку серпня і до 21 листопада 1920 року брав активну участь у боях радянсько-польської війни проти Червоної армії, після чого разом з армією відступив на територію Польщі та знову був інтернований у таборі біля Каліша. У 1922 році звільнений з армії УНР у чині хорунжого, йому присвоєне почесне звання лейтенанта польової артилерії. Цього ж року Гайдак виїжджає до Чехословаччини і вступає до Празького політехнічного інституту, де 1927 року закінчує з відзнакою факультет сільського та лісового господарства й одержує професію інженера-агронома. Водночас був вільним слухачем УВУ в Празі та Української господарської академії в Подєбрадах. Працював науковим співробітником і завідувачем польової станції бджільництва Державного дослідницького інституту бджільництва в місті Долі.
У 1924 році, під час навчання в університеті, був обраний секретарем гуртка українських студентів-пасічників, де головував Михайло Боровський. Гурток у цей час проводив активну діяльність не тільки серед студентів-пасічників, а й серед населення Праги, і мав власну пасіку. Саме в цей час Гайдак починає активно дописувати до українських журналів з бджільництва, а саме «Українське пасівницство», «Пасічник» і «Український пасічник».
У червні 1930 року переїхав до США. Восени того року вступив на докторські студії при Вісконсінському університеті. Під керівництвом професора Вільсона та доктора Стінбока вивчав проблеми годівлі бджіл. У 1933 році, після завершення студій, отримав вчене звання доктора в галузі біологічних наук. У липні того ж року запрошений на посаду асистента ентомологічного відділу Міннесотського університету, а згодом посів тут місце професора ентомологічного відділення. В університеті займався науково-педагогічною діяльністю, присвяченою проблемам біології бджіл.
У 1966 році вийшов на пенсію. Після тривалої хвороби помер 12 серпня 1971 року у місті Міннеаполіс.

## Наукова і громадська діяльність
Основними напрямками наукових досліджень Гайдака були фізіологія, тривалість життя, вплив корму на будову тіла бджоли, розподіл діяльності життя взимку і особливості поведінки бджіл. Вивчав вміст вітамінів в кормах бджіл, роль меду в профілактиці та лікуванні анемії, значення медової дієти в харчуванні людини. Розробляв способи контролю бджолосім’ї у вулику.
Одним із багатьох і важливих винаходів професора Гайдака був штучний замінник пилку, який сьогодні широко використовується у США, Канаді, Австралії і інших країнах.
Член Ентомологічного товариства Америки, Національного географічного товариства США та низки інших товариств. Учасник XX Міжнародного ювілейного конгресу бджільництва, організованого в рамках Апімондії в Румунії у 1965 році, де зачитав доповідь «Годівля бджіл і замінники пилку». Ця робота найяскравіше відображає напрям основних наукових досліджень Гайдака. На конгрес прибув у складі американської делегації зі штату Міннесота. 
Протягом життя професор опублікував понад 200 наукових праць, був співавтором кількох видань із бджільництва у США, Англії, Франції. Близько 100 статей написані ним на українські теми англійською мовою. Гайдак постійно відвідував експериментальні пасічницькі станції в усій Європі: Англії, Франції, Німеччині, Швейцарії, Чехословаччині, Румунії.
Сприяв розвитку українського книгодрукування на еміграції. Гайдак брав активну участь у діяльності редакції українського журналу «Український пасічник». Останній матеріал професора надруковано перед початком Другої світової війни у № 7 за 1939 рік під заголовком «Нові досягнення у пасічництві».
Микола Гайдак приймав активну участь в житті українських емігрантів і був меценатом багатьох українських проектів у США та Європі – зокрема, на спорудження пам’ятника Т. Г. Шевченко та бібліотеки ім. С. Петлюри в Парижі, школи Західної України і побудові української православної церкви Святого Михаїла у Міннеаполісі.

### Праці
Микола Гайдак – автор понад 200 наукових і популярних праць із бджільництва, серед яких:
- Співавтор підручника «Американське промислове пасічництво: Курс лекцій» (Подєбради, 1937);
- Співавтор збірника статей «Пчела и улей» (переклад з англійської Воровича А. М., 1969).